# Натан Албахари
Натан Албахари (Београд, 1986) српски је политичар и активиста. Актуелни је посланик у Народној скупштини Србије од 1. августа 2022. и члан Председништва Покрета слободних грађана (ПСГ).

## Биографија
Рођен је у српској јеврејској породици 1986. године у СФР Југославији. Његов отац је Давид Албахари, награђивани писац. Године 1994. Албахари и његова породица су емигрирали у Канаду.
Основне студије завршио је на Факултету политичких наука Универзитета у Калгарију, а магистрирао европске интеграције у Центру за студије европских интеграција Универзитета у Бону.
У ISAC фонду је запослен од 2008. године и налази се на позицији програм менаџера. Претходно је био ангажован у тој организацији као сарадник на пројекту и као руководилац пројекта. Задужен је за организовање програма који се баве европским и евроатлантским интеграцијама Србије, као што су међународне конференције, семинари, студијске посете и обуке, политичко заступање и друге активности које спадају у домен паралелне дипломатије. У оквиру Националног конвента о ЕУ, он служи као заменик председника Радне групе за Поглавље 31.
Повремени је предавач на Београдској отвореној школи и до сада је одржао више презентација за различите студијске групе, невладине организације и средњошколце у Србији на тему Европске уније, НАТО-а и реформе сектора безбедности.

### Политичка каријера
Године 2017. придружио се новоформираном либералном Покрету слободних грађана (ПСГ).
У августу 2017. именован је за председника спољнополитичког одбора ПСГ-а.
У јесен 2019. био је представник ПСГ-а у све три рунде међупартијског парламентарног дијалога између владајућих партија и опозиције у Народној скупштини под покровитељством Европске уније. Такође је присуствовао свим састанцима са ЕУ и међународним актерима у име ПСГ-а. За члана председништва Покрета слободних грађана изабран је већином гласова на Скупштини одржаној 27. септембра 2020. године.
Добио је 32. место на изборној листи Уједињени за победу Србије за парламентарне изборе у Србији 2022. Листа је освојила 38 мандата и Албахари је изабран у Народну скупштину 